# Agonopterix graecella
Agonopterix graecella is een vlinder uit de familie grasmineermotten (Elachistidae). De wetenschappelijke naam is voor het eerst geldig gepubliceerd in 1976 door Hannemann.
De soort komt voor in Europa.